# 奧約 (剛果共和國)
奧約（Oyo）是剛果共和國的城鎮，由盆地省負責管轄，位於該國中部阿利馬河畔，距離首都布拉柴維爾約400公里，鎮上有機場設施，2010年人口超過5,000。